# Lucas Lazogianis
Lucas Alexandros Lazogianis (ur. 18 kwietnia 2001) – niemiecki zapaśnik walczący w stylu klasycznym. Olimpijczyk z Paryża 2024, gdzie zajął dziesiąte miejsce w kategorii 97 kg.
Zajął 23. miejsce na mistrzostwach świata w 2022. 
Wicemistrz Europy w 2025. Złoty medalista MŚ wojskowych w 2025. Trzeci na ME w 2023 i MŚ U-23 w 2023 roku.
Mistrz Niemiec w 2022, 2023 i 2024; drugi w 2019 roku.